# Santa Margherita d'Adige
Santa Margherita d'Adige er en italiensk by (og kommune) i regionen Veneto i Italien, med omkring 2.262(2018) indbyggere. 